# University of St. Thomas (Texas)

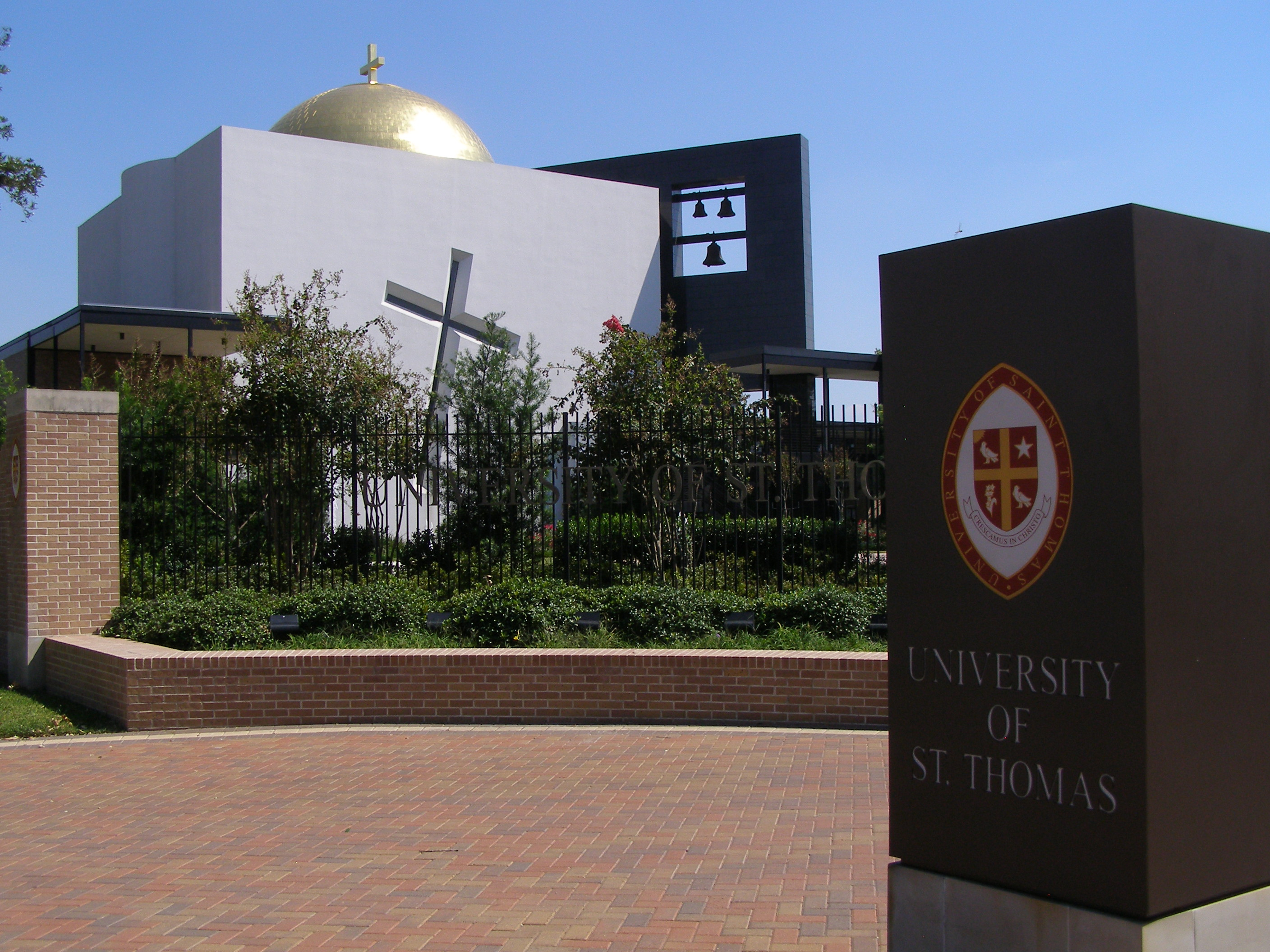
University of St. Thomas

Die University of St. Thomas (auch: UST oder St. Thomas) ist eine katholische Universität in Houston, Texas. Sie wurde 1947 von Priestern des hl. Basilius gegründet.

## Zahlen zu den Studierenden und den Dozenten
Im Herbst 2021 waren 3.877 Studierende an der UST eingeschrieben. Davon strebten 2.667 (68,8 %) ihren ersten Studienabschluss an, sie waren also undergraduates. Von diesen waren 60 % weiblich und 40 % männlich; 11 % bezeichneten sich als asiatisch, 11 % als schwarz/afroamerikanisch, 48 % als Hispanic/Latino und 21 % als weiß. 1.210 (31,2 %) arbeiteten auf einen weiteren Abschluss hin, sie waren graduates. Es lehrten 338 Dozenten an der Universität, davon 139 in Vollzeit und 199 in Teilzeit. 2008 waren es 3.246 Studierende gewesen.
Der Wert des Stiftungsvermögens der Universität lag 2021 bei 40,04 Mio. US-Dollar und damit 28,1 % höher als im Jahr 2020, in dem es 31,26 Mio. US-Dollar betragen hatte. 2012 waren es 51,4 Mio. US-Dollar gewesen.

## Persönlichkeiten

### Alumni
- Ken Bentsen – Politiker, Representative für Texas
- Mark Calaway – Wrestler („The Undertaker“)
- Garnet Coleman – Politiker, Representative für Texas
- Sean Patrick Flanery – Film- und TV-Schauspieler
- Henry Grover – Politiker, Mitglied beider Kammern der texanischen Legislatur, 1972 republikanischer Kandidat für den Gouverneursposten
- Mark Lopez – Taekwondoin, 2008 olympischer Silbermedaillengewinner
- Chau Nguyen – Nachrichtensprecher
- Anthony Obi (Fat Tony) – Rapper[4]
- Barbara Olson – Autorin und politische Kommentatorin
- Mayo Thompson – Musiker (Red Krayola) und Künstler

### Dozenten
- Marshall Applewhite – Musikdozent von 1966 bis 1970, später Anführer der Heaven's-Gate-Bewegung
- John Deely – Semiotiker und Professor für Philosophie
- John F. X. Knasas – Thomist und Professor für Philosophie